# قرار مجلس الأمن التابع للأمم المتحدة رقم 1368
قرار مجلس الأمن التابع للأمم المتحدة رقم 1368، الذي اعتمد بالإجماع في 12 سبتمبر 2001، بعد الإعراب عن تصميمه على مكافحة التهديدات للسلام والأمن الدوليين الناجمة عن أعمال الإرهاب والاعتراف بحق الدفاع عن النفس الفردي والجماعي، أدان المجلس هجمات 11 سبتمبر في الولايات المتحدة.
وأدان مجلس الأمن بشدة الهجمات التي وقعت في نيويورك، واشنطن العاصمة و‌بنسيلفانيا واعتبر أن هذه الحوادث تشكل تهديدًا للسلم والأمن الدوليين. وأعرب عن تعاطفه ومواساته للضحايا ولأسرهم ولحكومة الولايات المتحدة.
ودعا القرار جميع البلدان إلى التعاون في تقديم الجناة، منظمي وممولي الهجمات إلى العدالة وأن أولئك المسؤولين عن دعم أو إيواء الجناة والمنظمين والرعاة سيحاسبون. ودعي المجتمع الدولي إلى زيادة الجهود الرامية إلى قمع ومنع الأنشطة الإرهابية من خلال التعاون وتنفيذ اتفاقيات مكافحة الإرهاب وقرارات مجلس الأمن، ولا سيما القرار 1269 (1999).
واختتم القرار 1368 بإعراب المجلس عن استعداده اتخاذ خطوات للرد على الهجمات ومكافحة جميع أشكال الإرهاب وفقًا لميثاق الأمم المتحدة.

## وصلات خارجية
- نص القرار على UNHCR.org